# Yaxic
Yaxic es una localidad del municipio de Tekit en el estado de Yucatán, México.

## Toponimia
El nombre (Yaxic) proviene del idioma maya.

## Hechos históricos
- En 1910 cambia su nombre de Yaxic a Xyaxic.
- En 1921cambia a Yaxic
- En 1930 cambia a Xyaxic.
- En 1970 cambia a Yaxic.

## Demografía
Según el censo de 2005 realizado por el INEGI, la población de la localidad era de 16 habitantes.
| 14                          | 28 | 49 | 50 | 47 | 68 | 52 | 88 | 58 | ? | 16 | ? | 16 |
| (Fuente: INEGI [Consultar]) |    |    |    |    |    |    |    |    |   |    |   |    |